# Tetragnatha modica
Tetragnatha modica este o specie de păianjeni din genul Tetragnatha, familia Tetragnathidae, descrisă de Kulczynski, 1911. Conform Catalogue of Life specia Tetragnatha modica nu are subspecii cunoscute.